# 大野緑一郎

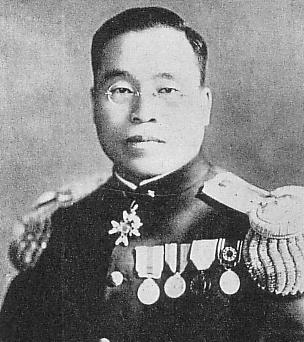
警視総監在任中の大野緑一郎

大野 緑一郎（おおの ろくいちろう、明治20年（1887年）10月1日 - 昭和60年（1985年）9月2日）は、日本の内務官僚、弁護士。第37代警視総監、朝鮮総督府政務総監など歴任。
第82代・第83代内閣総理大臣・橋本龍太郎の外祖父。衆議院議員・橋本岳の曾祖父。

## 経歴
明治20年（1887年）10月1日、現在の埼玉県さいたま市（旧浦和市）に農業・大野安之助の四男として生まれた。旧制一高を経て、明治45年（1912年）7月東京帝国大学法科大学（独法）卒業。内務省入省。
大正3年（1914年）7月、秋田県庶務課長。大正5年（1916年）11月、香川県勧業課長。
大正15年（1926年）9月、徳島県知事。昭和2年（1927年）5月、岐阜県知事。
昭和3年（1928年）2月、社会局社会部長兼中央職業紹介事務局長。昭和6年（1931年）12月、内務省地方局長。
昭和7年（1932年）1月、警視総監。昭和10年（1935年）5月、関東局総長。昭和11年（1936年）8月、朝鮮総督府政務総監。創氏改名を推進したとされる。
昭和17年（1942年）5月29日、貴族院議員（～1946年3月8日）。
昭和21年（1946年）9月、公職追放（～1951年8月）。弁護士を開業。
昭和60年（1985年）9月2日、死去。享年97。

## 栄典
- 昭和15年4月29日 - 勲一等旭日大綬章

## その他
東京都武蔵野市に居住した。

## 家族・親族
- 父・安之助（農業）
- 次兄・栄三（東京帝大卒、日本勧業銀行監査役。妻の兄に杉坂悌二郎）[3]
- 三兄・弘（岳父に阿部守太郎）[3]
- 妻・テル（広島県、多羅尾篤吉（下田次郎の兄）の長女、官僚岡村武の姉）
- 長男・一郎
- 長女・春子（東京、官僚・政治家橋本龍伍の妻。子に橋本龍太郎）
- 二男・雄二郎
同妻・洋子（大阪、牧田宗保の長女）
- 三男・徹三